# Белое озеро (Гатчина)
Бе́лое о́зеро — искусственный водоём на территории города Гатчина. Сформировано как система прудов на реке Ижоре не позднее начала XVIII века.
Озеро относится к территории Гатчинского музея-заповедника с подчинением администрации Санкт-Петербурга.
Изначально в северную оконечность водоёма впадала речка Колпанка, которая тогда считалась началом реки Ижоры. После прерывания строительства гидроузла Холодной ванны из-за гибели императора Павла в 1801 году вода Ижоры перестала втекать в Белое озеро, а сбрасывалась через обводной канал(он же канал Павла I) в реку Гатчинка (Теплая) , к 1860-м — 1880-м годам эти воды Колпанки были перенаправлены мимо озера напрямую в реку Парицу, вытекающая из Белого озера река получила название Гатчинки; с 1940-х годов она именуется Тёплой.

## Описание
Озеро расположено в Дворцовом парке и является центром композиции парка. На берегах озера расположены многие сооружения гатчинского парка: Павильон Венеры, Терраса-пристань, Павильон Орла. На северо-западном берегу водоёма ныне расположена лодочная станция. В летний период там предлагаются услуги по прокату лодок и катамаранов.
Ещё при графе Орлове озеро было зарыблены форелью и стерлядью. Никто, кроме графа и его гостей, а позднее членов великокняжеской и царской семьи не имел права ловить рыбу в дворцовых прудах. Даже купальня для служащих дворца была построена в другом —  Приоратском парке, на Филькином озере, в полутора километров от гатчинского дворца.
На сегодняшний день, в озере водится рыба: плотва, окунь, карась, щука, налим. Из животных — ондатра. Из птиц постоянно обитают утки, летом — чайки, раз в год прилетают на несколько дней лебеди.
Белое озеро соединено с двумя другими гатчинскими озёрами — Серебряным озером и Чёрным озером, а также с несколькими искусственными водоёмами дворцового парка: Карпиным прудом, прудом Ковш, Водным лабиринтом и каналом «Холодные ванны».
Из озера вытекает речка Тёплая, приток Ижоры.
На озере расположены несколько островов как искусственного, так и естественного происхождения:
- Длинный
- Еловый
- Лебяжий
- Любви
- Пихтовый
- Плавучий
- Сосновый

## Экологическое состояние
Белое озеро в 2009 году находилось в плачевном состоянии, в водоёме активно происходил процесс эвтрофикации и, как следствие, идет процесс зарастания и обмеления озера. Это связано, прежде всего, с нарушением и загрязнением гидросистемы гатчинских водоёмов. Сильный «удар» по озеру нанесла авария канализационного коллектора 2003 года, в результате которой была возведена земляная дамба, прервавшая приток воды из Чёрного озера и снизившая приток воды в Белое озеро на 30 %.
Озеро нуждается в удалении многометрового слоя ила со дна и восстановлении водообмена с ближайшими водоёмами.
Огромный вред водоёмам заповедника наносят неконтролируемые многочисленные колонии тысяч водоплавающих птиц – чаек и уток , так как каждая особь спускает в водоем ежегодно около 20 килограммов отходов жизнедеятельности, являющихся питательной средой для размножения губительных сине-зеленых водорослей.

Сине-зеленые водоросли активно размножаются при избытке фосфора и азота, что провоцирует эвтрофикацию и цветение ядовитых цианобактерий.  Даже небольшое количество птичьих экскрементов может стать триггером гибели водоема.

.
В Белом озере объем ежегодных загрязнений птичьим помётом составляет несколько тонн.   

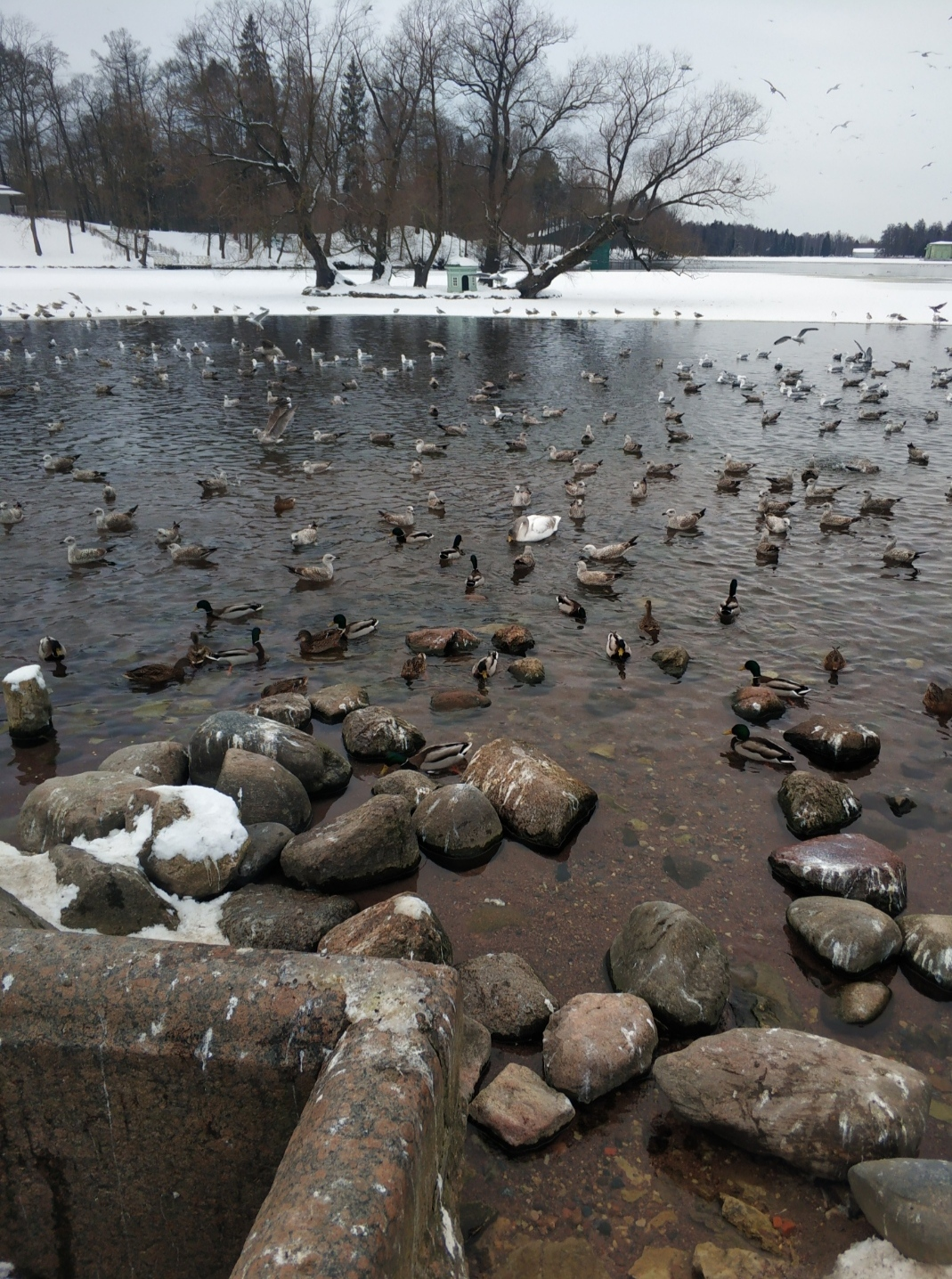
Фрагмент одной из колоний водоплавающих птиц в Гатчинском парке

По мнению экологов, неуправляемый рост колоний водоплавающих птиц в Гатчинском парке может быть косвенно связан с наличием расположенных источников антропогенного питания – крупнейшим в Ленинградской  области мусорным полигоном Новый Свет, на который свозятся отходы Санкт-Петербурга. Многие тысячи птиц используют его как кормовую базу, а водоёмы парка — как место гнездования и отдыха. Их помёт, обогащённый биогенами из отходов,  усугубляет эвтрофикацию.

## Галерея

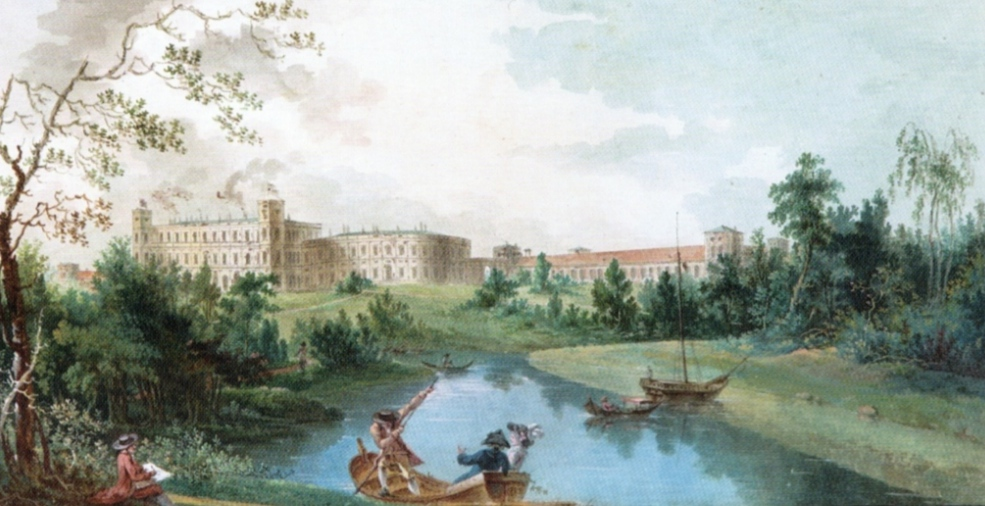
Белое озеро (малый пруд) при графе Орлове 1770-е. Художник де ла Траверс
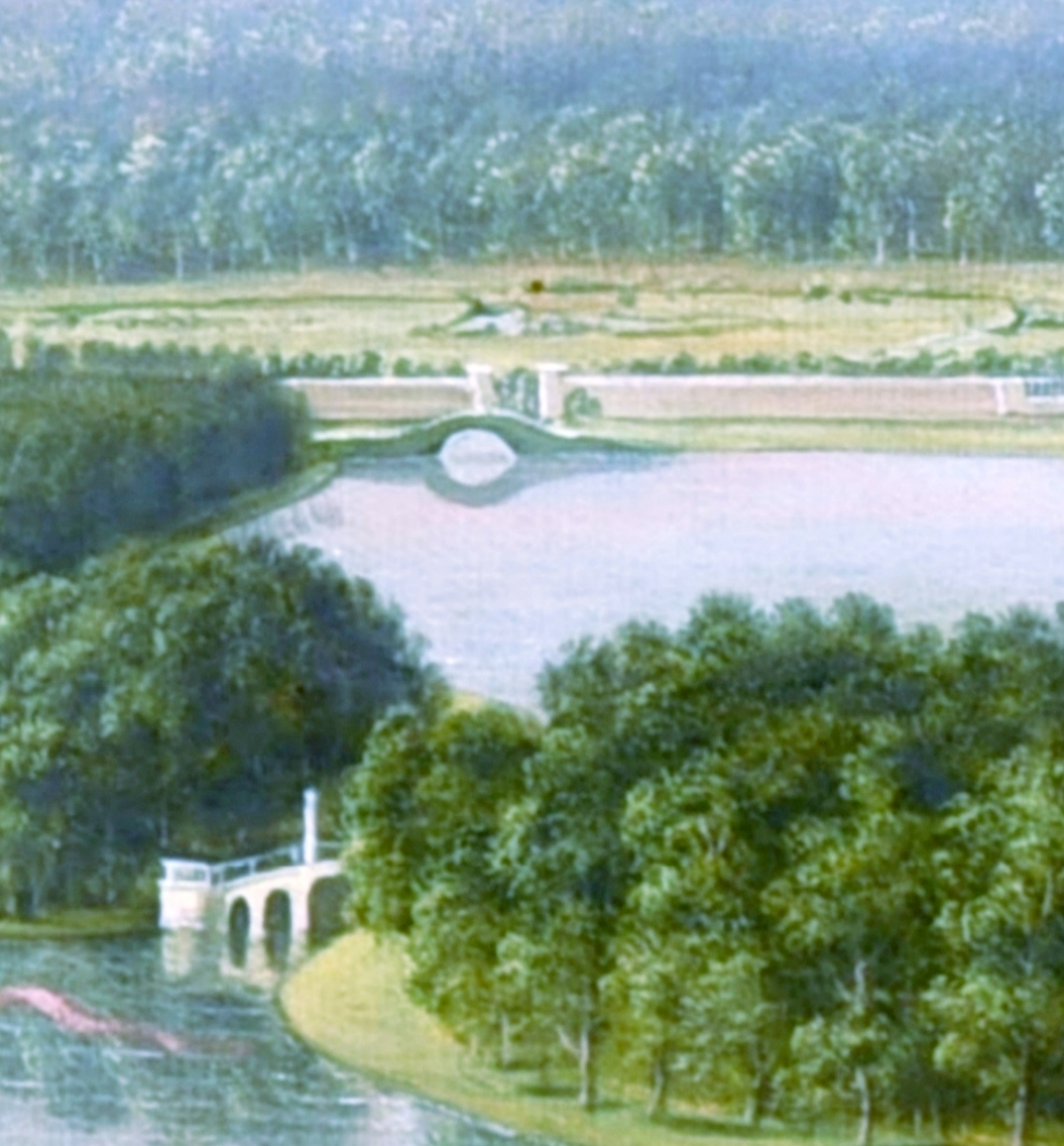
Иоганн Меттенлейтер. Вид с Сигнальной башни Гатчинского дворца на Белое озеро (Малый и Большой пруд) 1793(фрагмент).
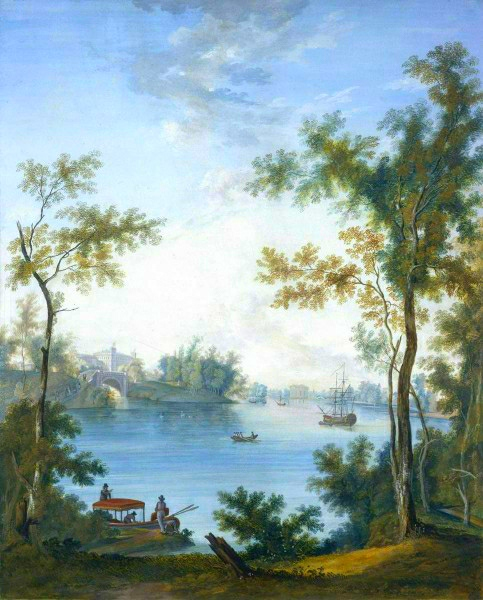
Щедрин Семён. Вид Белого озера (Большого пруда)  в Гатчине 1798
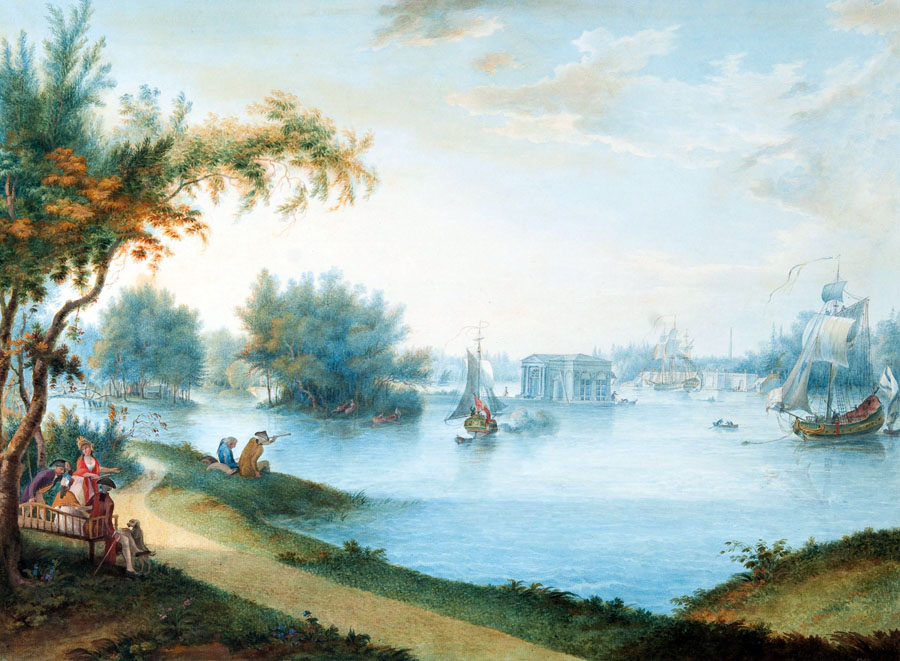
Гаврило Сергеев. Вид на  Павильон Венеры на Белом озере (Большом пруду) 1798
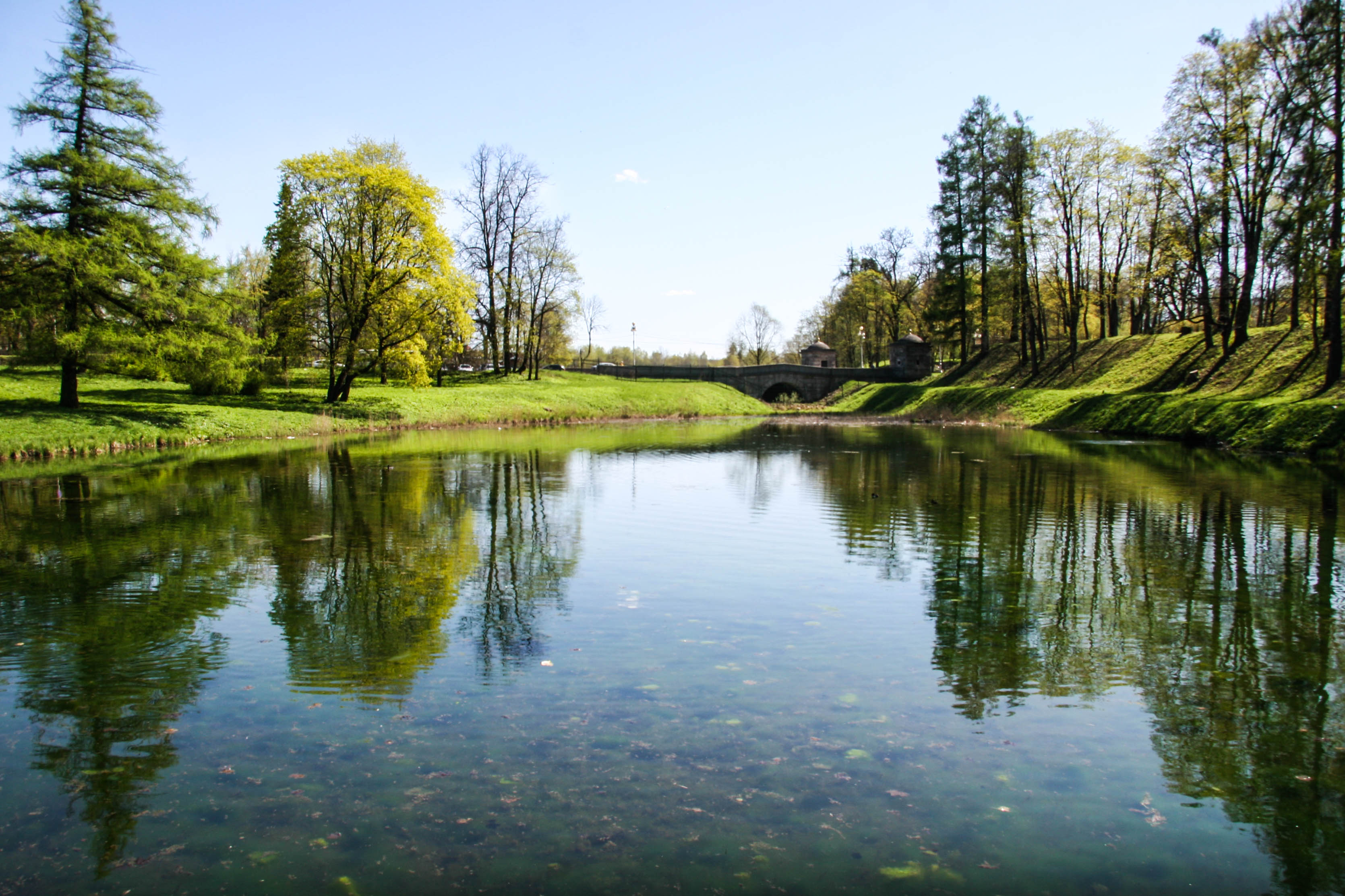
Современный весенний вид Белого озера в сторону Адмиралтейского моста(хорошо видно, что донный ил, образовавшийся из-за эвторфирования, доходит почти до поверхности озера)
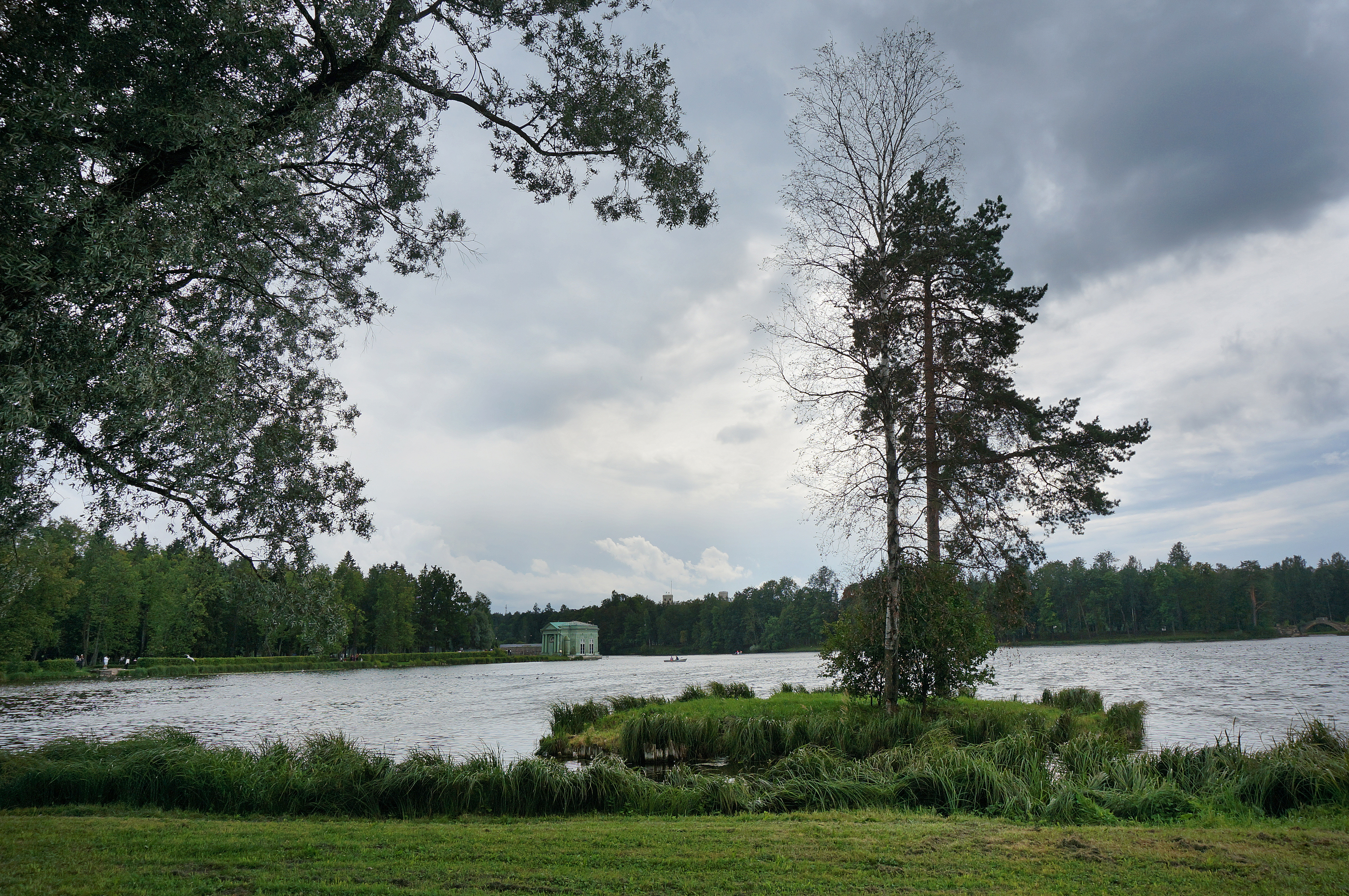
Современный вид Белого озера с Павильоном Венеры
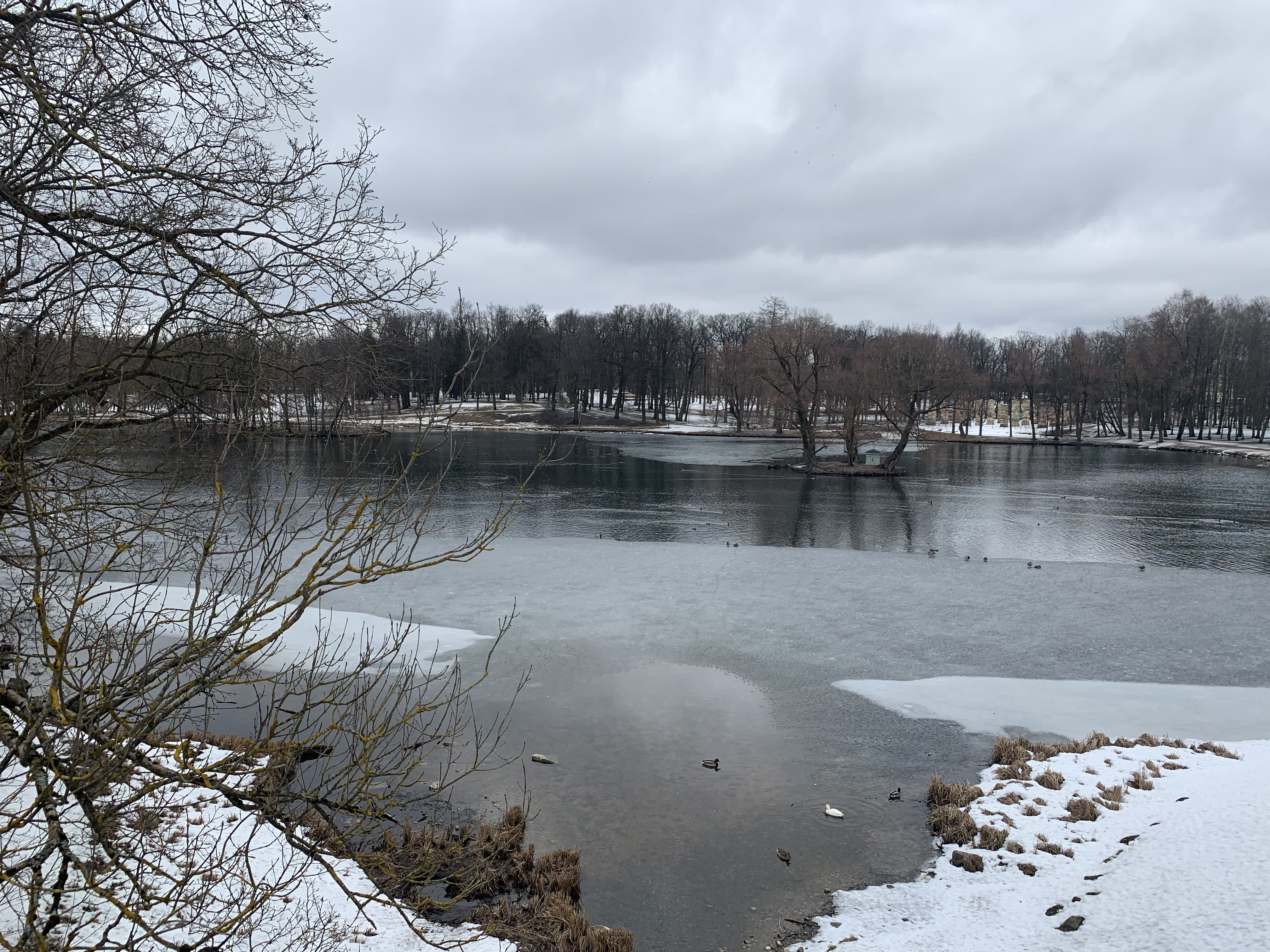
Белое озеро зимой
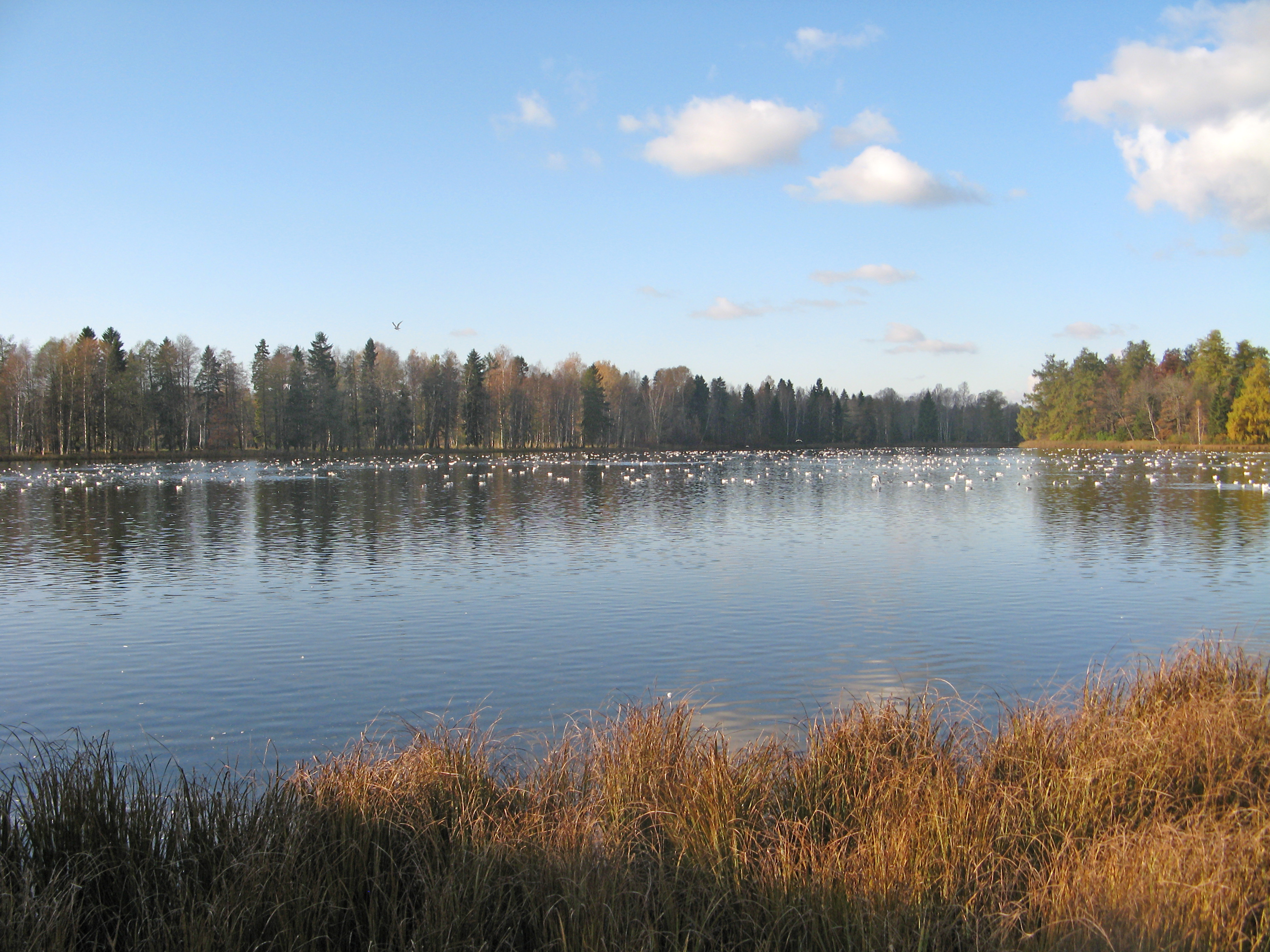
Белое озеро, чайки
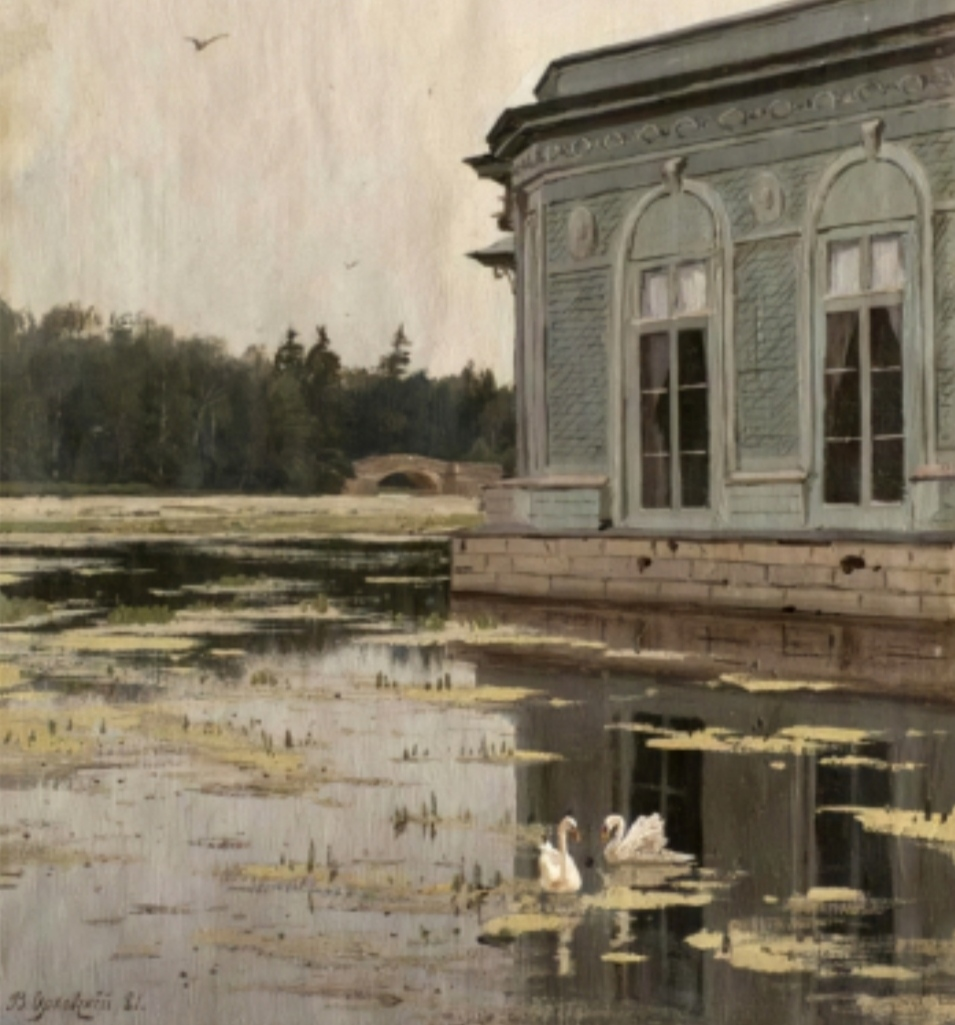
Худ. В. Д. Орловский. Павильон Венеры на Белом озере в Гатчинском парке, 1881
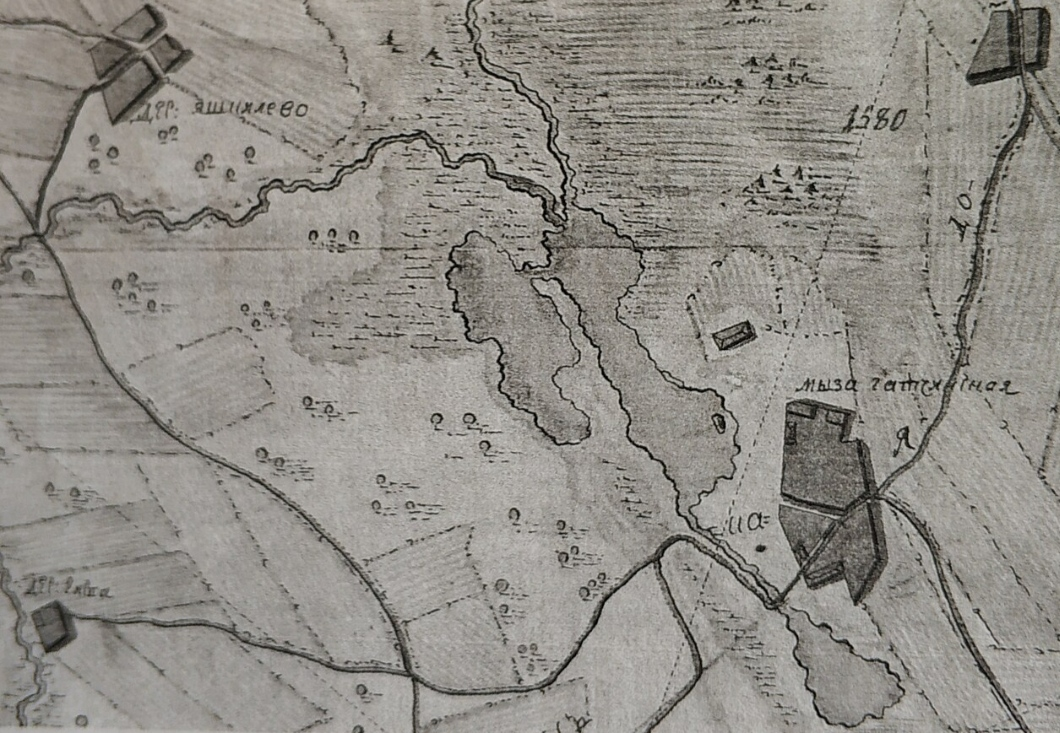
Гатчинская мыза в 1746 году. На месте Серебряного озера, Карпиного пруда, Холодных ванночек и северо-западной части Белого озера находятся болота, которые были позднее осушены и использовались для добычи гажи, из которой делалась водостойкая штукатурка во дворце.